# Traiol

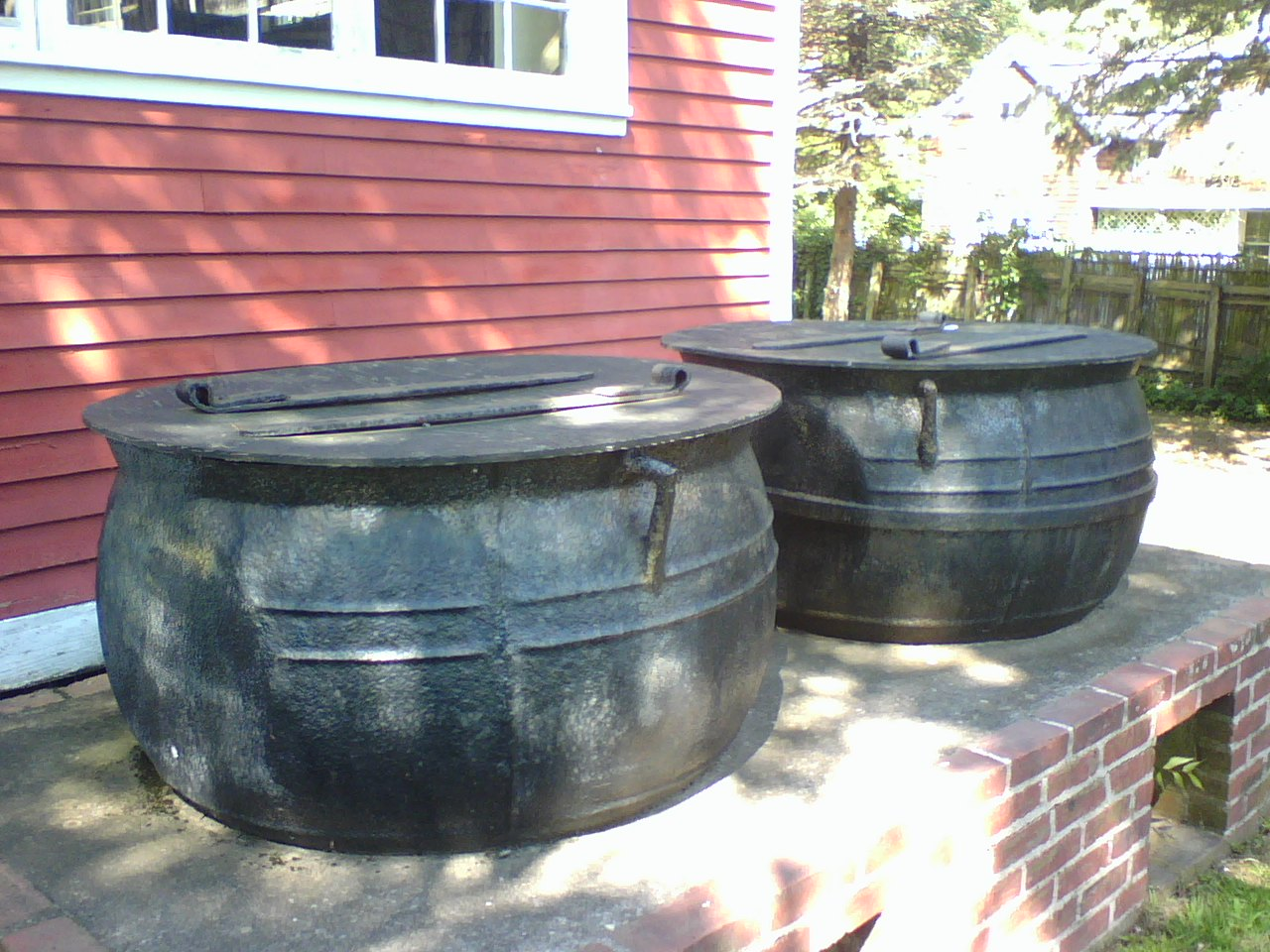
Caldeirões de traiol em exposição no Southampton Historical Museum (Museu Histórico de Southamptom na Halsey House).

Traiol (plural: traióis) eram pequenas unidades de derretimento em grandes caldeiros, a céu aberto e a fogo directo, dos produtos da baleia, inicialmente instalados a bordo dos navios empregues na baleação, mas depois instalados nas estações baleeiras que foram criadas nos portos onde existiam botes baleeiros mas não existia fábrica ou outra estruturas industrial de aproveitamento dos cetáceos caçados. A palavra deriva do termo náutico norte-americano trywork, originalmente apenas aplicado às caldeiras existentes a bordo dos navios baleeiros.

## Descrição

### Origem dos traióis
A presença de um traiol (o trywork), geralmente localizado a ré do mastro mais a vante (traquete), era uma das características mais distintivas de um navio baleeiro.
Nesta sua versão embarcada, o traiol era constituído por uma fornalha, normalmente construída em tijolo e fixada ao convés por suportes de ferro, sobre a qual assentavam dois grandes caldeiros de ferro fundido (os trypots). Estes grandes caldeirões colocados no topo da fornalha eram usados para aquecer a gordura de baleia para a recuperação de óleo. A tarefa era semelhante ao método de processamento usado para produzir banha por aquecimento ou fritura de carne de porco gordurosa. Um reservatório de água sob os tijolos impedia que a fornalha queimasse a madeira do convés.
Na indústria baleeira da Nova Inglaterra dos séculos XVIII e XIX, o uso de traióis nos navios baleeiros permitiu que eles permanecessem no mar por mais tempo. Como podiam ferver o óleo durante a viagem, não precisavam carregar gordura não processada para o porto de regresso. As fatias de gordura eram cortadas o mais finamente possível para o processo ser eficaz. A finura das fatias era tal que nos navios baleeiros da Nova Inglaterra, essas fatias eram conhecidas como "folhas de Bíblia" ("bible leaves") pelos marinheiros. A capacidade de usar traióis no mar mesmo durante a navegação, permitiu, assim, que a indústria baleeira yankee prosperasse.

### Estações baleeiras
Com o apareceimento da baleação costeira, surgiu a necessidade da instalação de estações baleeiras em terra, sendo que a partir daí as estruturas de desmancha e de recuperação de gorduras passaram também a ser construídas em terra. Nas costas adjacentes às zonas de captura dos cetáceos, a partir de inícios do século XIX foram construídas estações em enseadas abrigadas ou em portos, para onde os animais abatidos eram rebocados. Estas estruturas eram constituídas por uma rampa de pedra, nalguns casos uma plataforma de desmancho em pedra ou madeira e os correspondentes traióis (os tryworks ou try-works). As carcaças rebocadas do toucinho, e no caso dos cachalotes também do espermacete, sendo os materiais gordurosos derretidos em traióis alimentados por lenhas.
Na maioria das estações baleeiras não havia rampa de pedra, e as presas eram desmanchadas ou varadas no calhau ou deixadas a flutuar encostadas a um pequeno cais. Neste caso o cais funcionava como se fosse o convés e o costado de uma barca baleeira. O local de desmancho, esquartejamento no falar dos baleeiros, e os traióis nem sempre ficavam próximos pelo que o material a derreter tinha de ser transportado em carros de bois, que no caso dos Açores, onde estas estruturas forma muito frequentes, gradeados a vime (com seves).
A remoção do toucinho e, no caso dos cachalotes, do espermacete, era feita por métodos artesanais, assentes nio uso de uma grande cortadeira ou espeiro (do inglês spade), sendo os materiais cortados a serem elevados com o auxílio de roldanas e de cabrestantes manuais, como era feito a bordo dos navios baleeiros. A carcaça esfolada não era utilizada, sendo rebocada e abandonada no mar alto.
As estações baleeiras com traióis apareceram cedo nos Açores, já que surgiram ali com o início da baleação costeira, sendo que provavelmente a primeira foi a construída em 1832 na ilha do Faial. O uso de traióis foi a única forma de aproveitamento das baleias durante cerca de um século, já que só em 1934 foi construída em São Vicente Ferreira, na ilha de São Miguel, a primeira unidade fabril usando a força do vapor para içar os cachalotes, mover os guinchos de desmancho e manter as autoclaves em carga. Acabou por substituir a estação de traióis dos Capelas, que lhe ficava próxima e depois paulatinamente as de toda a ilha.
No caso dos Açores, a indústria baleeira sofreu uma rápida modernização após a Segunda Guerra Mundial, período em que a frota baleeira dos países beligerantes esteve praticamente parada e o arquipélago contribuía com cerca de 40% das capturas mundiais de cachalotes.. Essa modernização, que se iniciara com a construção em 1934 da fábrica dos Poços de São Vicente Ferreira, em São Miguel, marcou o fim do uso de traióis, já que na sequência da grande valorização que então teve o óleo de baleia, foram construídas as fábricas de Porto Pim na ilha do Faial (em 1943), do Cais do Pico na ilha do Pico (1946), de Santa Cruz das Flores na ilha das Flores (1946), e das Lajes do Pico, também na ilha do Pico (1954). Todas processavam o toucinho, o espermacete e o osso, mas algumas processavam também carne para rações, sendo que uma delas extraía óleo de fígado. A última a cessar o funcionamento, em 1984, foi a do Cais do Pico, pertença das Armações Baleeiras Reunidas.